# Fakulta strojní VŠB-TUO
Fakulta strojní (FS) je jedna z sedmi fakult Vysoké školy báňské – Technické univerzity Ostrava (VŠB–TUO). Fakulta vznikla zřízením samostatné Vysoké školy strojní v Ostravě se sídlem v Brušperku k 1. září 1950 na základě vládního nařízení. Fakulta v současné době poskytuje studijní programy v bakalářském, (navazujícím) magisterském i doktorském (Ph.D.) stupni studia.

## Historie
Kořeny fakulty sahají do roku 1716, kdy v Jáchymově vznikla první báňská škola na světě. Na ni navazoval i pozdější vznik Báňského učiliště v Příbrami v roce 1849. Od toho roku se také odvíjí novodobá historie celé technické univerzity v Ostravě. Hlavní počátky fakulty vznikly zřízením samostatné Vysoké školy strojní v Ostravě se sídlem v Brušperku k 1. 9. 1950 na základě vládního nařízení a toto datum Fakulta strojní pokládá za svůj zrod.
Po jednoleté samostatné činnosti byla Vysoká škola strojní připojena k Vysoké škole báňské v Ostravě jako Fakulta báňského strojnictví. Od té doby do současnosti prodělala fakulta řadu významných změn, které byly vyvolány rozvojem průmyslové výroby a potřebami společnosti na vzdělanost v technických oborech nejenom v moravskoslezském regionu, ale i v celém bývalém Československu. To se projevovalo v rostoucím počtu studijních oborů i v měnícím se názvu fakulty: Vysoká škola strojní (1950–51), Fakulta báňského strojnictví (1951–1968), Fakulta strojní (1968–77), Fakulta strojní a elektrotechnická (1977–91) a Fakulta strojní (1991 – dosud). K poslední změně názvu došlo rozdělením Fakulty strojní a elektrotechnické na dvě samostatné fakulty: Fakultu strojní a Fakultu elektrotechnickou, nyní Fakultu elektrotechniky a informatiky.

## Členění
Součástí fakulty jsou tyto katedry, institut a jejich oddělení:
- Katedra matematiky a deskriptivní geometrie (310)
  - Math Support Centre
- Katedra aplikované mechaniky (330)
- Katedra hydromechaniky a hydraulických zařízení (338)
- Katedra konstruování (340)
  - Restaurátorská dílna
- Institut dopravy (342)
  - Formula TU Ostrava
  - Particle Engineering Centre
- Katedra mechanické technologie (345)
- Katedra obrábění, montáže a strojírenské metrologie (346)
  - Protolab
- Katedra částí a mechanismů strojů (347)
- Katedra automatizační techniky a řízení (352)
- Katedra robotiky (354)
  - RoverOva
- Katedra energetiky (361)

## Studijní programy a obory

### Bakalářské studijní programy a specializace
- Dopravní systémy a technika
- Energetika a životní prostředí
- Inteligentní doprava a logistika
- Mechatronika
- Provoz a řízení letecké dopravy
  - Provoz letadlové techniky
  - Technologie a řízení leteckého provozu
- Průmyslový design
  - Interiéry
  - Materiály a technologie pro design
  - Produktový design
- Strojírenství
  - Aditivní technologie
  - Aplikovaná mechanika
  - Design průmyslových výrobků
  - Dopravní a procesní zařízení
  - Hydraulika a pneumatika
  - Konstrukce strojů
  - Průmyslové inženýrství
  - Robotika
  - Řízení strojů a procesů
  - Strojírenská technologie

### Navazující magisterské studijní programy a specializace
- Aditivní technologie
- Aplikovaná mechanika
- Dopravní systémy a technika
  - Dopravní systémy
  - Dopravní technika
- Energetické stroje a zařízení
- Hydraulika a pneumatika
- Inteligentní doprava a logistika
- Konstrukční inženýrství
  - Design průmyslových výrobků
  - Dopravní a procesní zařízení
  - Konstrukce strojních dílů a skupin
  - Konstrukce výrobních strojů a zařízení
  - Technická diagnostika, opravy a udržování
  - Technika pro zemní a stavební práce
- Mechatronika
- Průmyslové inženýrství
- Robotika
  - Projektování robotizovaných pracovišť
  - Servisní robotika
- Řízení strojů a procesů
- Strojírenská technologie

### Doktorské studijní programy
- Aplikovaná mechanika
- Dopravní a manipulační technika
- Dopravní systémy
- Energetické procesy
- Robotika
- Řízení strojů a procesů
- Stavba výrobních strojů a zařízení
- Strojírenská technologie

## Seznam děkanů
- Milan Mikan 1950–1951
- Bohumil Kaňkovský 1951–1955
- Bohuslav Kořínek 1955–1959
- František Patrman 1959–1966
- Svetozár Keppert 1966–1969
- František Patrman 1969–1971
- Vladimír Podhorný 1972–1973
- Jaromír Noskievič 1973–1974
- František Kuba 1974–1976
- Vladimír Podhorný 1976–1985
- Jaromír Noskievič 1985–1989
- Zdeněk Rýc 1990–1992
- Pavel Noskievič 1993–1996
- Antonín Víteček 1996–2002
- Petr Horyl 2002–2008
- Radim Farana 2008–2012
- Ivo Hlavatý 2012–2020
- Robert Čep 2020–dosud

## Vedení fakulty
- dr.h.c. prof. Ing. Robert Čep, Ph.D., FEng. – děkan
- Ing. Vojtěch Graf, Ph.D. – proděkan pro bakalářské a magisterské studium
- doc. Ing. Zdeněk Poruba, Ph.D. – proděkan pro internacionalizaci a lidské zdroje
- doc. Ing. Miroslav Mahdal, Ph.D. – proděkan pro vědu, výzkum a doktorské studium
- prof. Ing. Aleš Slíva, Ph.D. – proděkan pro rozvoj fakulty
- prof. Ing. Radek Čada, CSc. – předseda akademického senátu

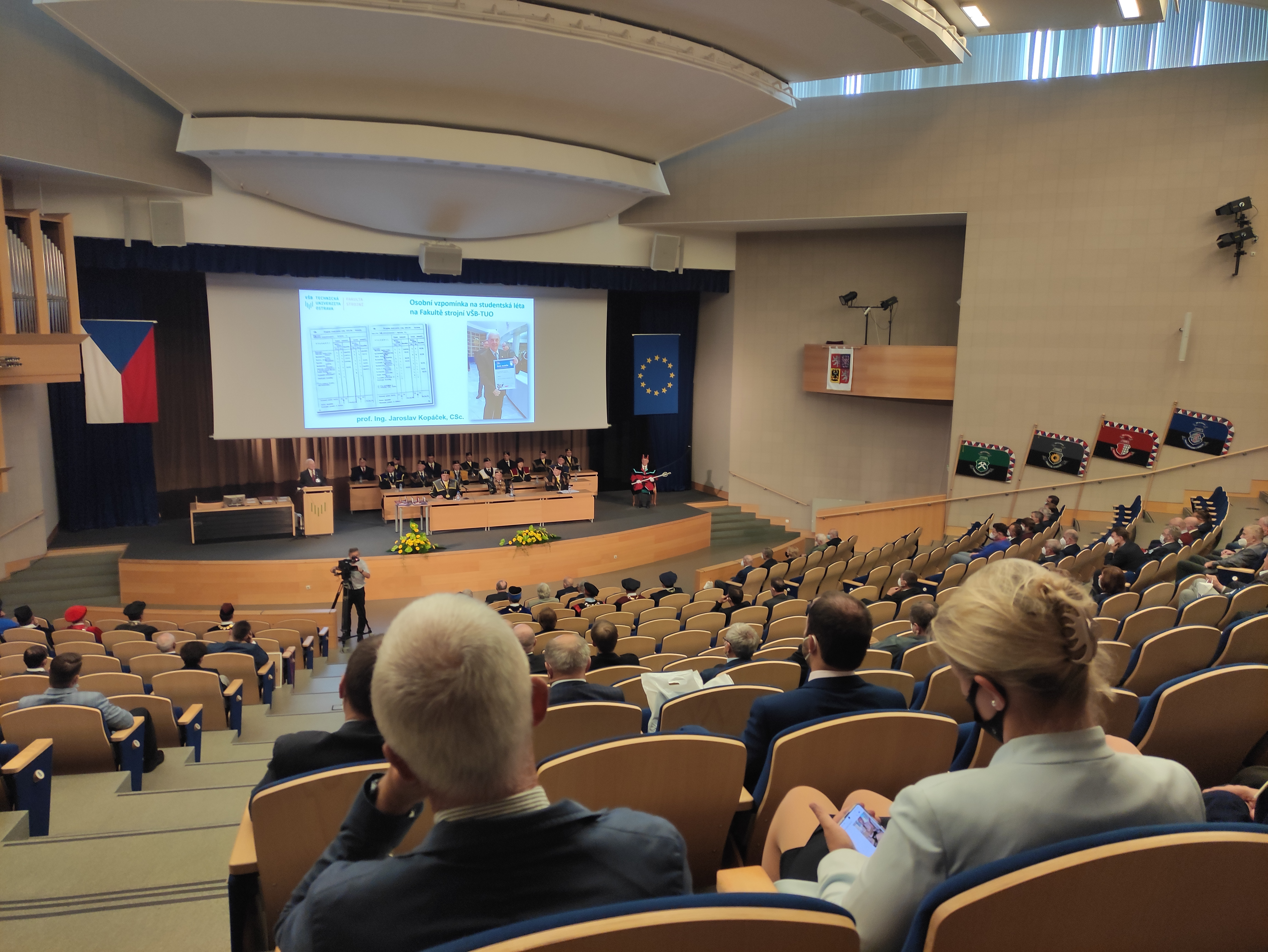
Oslavy 70. let Fakulty strojní VŠB-TUO

- Ing. Zuzana Kmětíková – tajemnice

## Další informace
Fakulta strojní každý rok připravuje náborové kampaně, které mají zvýšit zájem uchazečů o studium strojařiny. Kampaně postavené na grafických plakátech, videích a microsite dosahují úspěchů nejen mezi uchazeči, ale také odbornou veřejností.
Přehled kampaní:
- Tvoříme svět (2016)
- Poslední strojař (2017)
- Ukaž se (2018)
- Předběhni svou dobu (2019)
- V hlavní roli strojař (2020–2024)
- Tituling (2025–dosud[kdy?])